# Возьники
Возьни́ки (пол. Woźniki, нім. Woischnik) — місто в південній Польщі.
Належить до Люблінецького повіту Сілезького воєводства.

## Демографія
Демографічна структура станом на 31 березня 2011 року:
|          | Загалом | Допрацездатний вік | Працездатний вік | Постпрацездатний вік |
| -------- | ------- | ------------------ | ---------------- | -------------------- |
| Чоловіки | 2210    | 434                | 1512             | 264                  |
| Жінки    | 2251    | 401                | 1365             | 485                  |
| Разом    | 4461    | 835                | 2877             | 749                  |